# Parco nazionale di Bandai-Asahi
Il parco nazionale di Bandai-Asahi (磐梯朝日国立公園?, Bandai Asahi Kokuritsu Kōen), con i suoi 2267,64 km², è un parco nazionale giapponese nella regione di Tōhoku, Honshū. Il sito del parco si trova a cavallo delle prefetture di Fukushima, Yamagata e Niigata. Dichiarato parco nazionale il 5 settembre 1950, abbraccia 186.389 ha di terra (il secondo parco nazionale terrestre più grande del Giappone), consistendo di tre unità indipendenti: la regione di Dewasanzan-Asahi, la regione di Iide e la regione di Bandaiazuma-Inawashiro.

## Regione di Dewasanzan-Asahi
La regione di Dewasanzan-Asahi è l'unità più settentrionale del parco. La porzione settentrionale della regione consiste delle cosiddette Tre Montagne di Dewa (出羽三山?, Dewasanzan). La sezione meridionale della regione è costituita dalla catena Asahi. La strada nazionale 112 separa queste due aree montuose.

### Dewasanzan
Le Tre Montagne di Dewa comprendono il monte Gassan, il monte Haguro e il monte Yudono, che si trovano grosso modo al centro della prefettura di Yamagata. Il nome "Dewa" si riferisce al nome della vecchia provincia, che corrisponde al territorio delle attuali prefetture di Yamagata e di Akita. La catena montuosa è un divisorio naturale tra le due maggiori aree pianeggianti presenti nella prefettura: la regione di Shonai a ovest e il bacino di Yamagata a est. Le montagne sono state considerate una zona sacra dalla religione dello Shugendō e attirano molti visitatori in pellegrinaggio ai santuari situati sulle loro vette e gli eremiti ascetici giapponesi che praticano la severa dottrina. Sebbene la località attiri un considerevole numero di visitatori, la maggior parte di loro sono semplici turisti, che non praticano gli insegnamenti dello Shugendō. Il monte Gassan è uno stratovulcano e si eleva all'altezza di 1.984 m. L'area contiene paludi e foreste subalpine con molte piante che crescono in prati alpini, compresa l'usagi-giku (Arnica unalascensis), e animali rari come l'ermellino e il sordone. Il celebre poeta Matsuo Bashō compose uno dei suoi haiku in questo sito durante il viaggio narrato in Oku no Hosomichi nel 1689:
雲の峰幾つ崩れて月の山
Kumo no mine / ikutsu kuzure te / tsuki no yama
Tanti cumuli / che crollano su una montagna / coronata di luna
La località attira anche molti sciatori in inverno e alcuni che vogliono godersi lo sport fini alla metà di luglio.

### Catena Asahi
La catena Asahi è localizzata sul confine tra la prefettura di Niigata e quella di Yamagata e costituisce il segmento più settentrionale della catena Echigo. La vetta principale, Ōasahi Dake, si eleva a 1.870 m s.l.m. ed è annoverata tra le Cento montagne famose del Giappone. La catena è un massiccio che si estende per 60 km da nord a sud e per 30 km da est ad ovest. È uno dei luoghi più nevosi del Giappone e i fondi nevosi restano anche in estate. Le montagne presentano gole profonde con piante alpine sulle loro creste e antiche foreste di betulle giapponesi sulle loro pendici inferiori.
La sorgente del fiume Sagae, famoso per la sua acqua limpida, è localizzata sul lato della prefettura di Yamagata. Il fiume, un affluente del fiume Mogami, scorre fuori dall'Ōasahi Dake verso nord e cambia percorso a est dopo aver superato la diga di Sagae. La strada nazionale 112 e l'autostrada di Yamagata corrono parallele al fiume. La massiccia diga si arrampica per 112 m di altezza, la più grande della prefettura, ed iniziò la sua attività nel 1990. Anteriormente alla sua costruzione, il negoziato tra il governo e i residenti sulla questione della loro ricollocazione deragliò, e ci vollero 19 anni dalla pianificazione iniziale all'avvio della sua attività. Il bacino di Gassan copre 340 ha di superficie e ha una grande popolazione di ayu, trote iridee, di salmerini e di seema. Il bacino è attrezzato con il grande zampillo del bacino di Gassan, dalla quale l'acqua può raggiungere i 112 m di altezza. Da aprile a novembre, lo zampillo spara acqua verso l'alto una volta ogni ora tra le 10 e le 17. Il villaggio di Sage è inoltre l'ambientazione della serie televisiva drammatica Oshin della NHK.
Una foresta decidua, consistente principalmente di betulle giapponesi, copre le montagne fino a 1.200 m s.l.m. La vegetazione cambia ad arbusti dai 1.200 m. L'area, designata come rifugio naturale dal governo nel 1984, è abitata da un'ampia varietà di animali, tra i quali il ghiretto del Giappone, il capricorno del Giappone, l'orso dal collare, l'aquila reale, l'aquilastore montano, l'astore e il falco pellegrino.

## Regione di Iide
La regione di Iide è l'unità sudoccidentale del parco.
La catena montuosa di Iide comprende la porzione settentrionale della catena di Echigo. La più grande massa terrestre della catena è  il massiccio dell'Iide ed è circondato dal fiume Arakawa a nord, dall'autostrada nazionale 121 ad est, dal fiume Agano a sud e dalla pianura di Echigo ad est. Dalla catena nei giorni soleggiate si possono vedere la catena di Asahi, il monte Azuma e il bacino di Aizu, il monte Nauis e il mar del Giappone. La vetta più alta è il monte Dainichi, 2.128 m, seguita da altre vette di 2.000 m: il monte Iide (2.105 m), il monte Eboshi (2.017 m), il monte Kitamata (2.025 m) e il monte Onishi (2.013 m). La catena montuosa ha sentieri facilmente accessibili su tutti e quattro i lati, ma i grandi fondi nevosi rimangono tutto l'anno su molte delle sue vette, come a volte chiamano le Alpi di Tōhoku. Il sito attira l'attenzione anche a causa dei suoi fiori alpini sbocciati. Il monte Iide è annoverato tra le migliori 100 montagne famose del Giappone.
Il monte Iide è famoso anche come luogo sacro della religione ascetica dello Shugendō insieme alle Tre Montagne di Dewa. Nel 652, En no Ozunu iniziò la pratica degli insegnamenti su questa montagna; da allora molti Yamabushi hanno visitato questa località. Durante il periodo Meiji, il santuario di Iide localizzato sulla cima era venerato dai residenti locali. Fino alla Guerra del Pacifico, la scalata della montagna era proibita alle donne. La regione aveva un'usanza locale di considerare solo gli uomini che scalavano la montagna prima dell'età di 15 anni come uomini adulti.

## Regione di Bandaiazuma-Inawashiro
La regione di Bandaiazuma-Inawashiro è l'unità sudorientale del parco.

## Centri visitatori

### Centro visitatori di Gassan
Il Centro visitatori di Gassan è localizzato nell'area di Dewasanzan. Per arrivare, occorrono un'ora da Sakata e quaranta minuti da Tsuruoka in auto. In autobus, alla stazione di Tsuruoka della JR si prende il bus Shōnai Kōtsu diretto alla cima del monte Haguro per 50 minuti e si scende al tempio di Arasawa. Il centro visitaotri può fornire informazioni sui paesaggi, la geografia, la geologia, la flora e la fauna e l'ambiente della regione. L'edificio ospita esposizioni e un teatro dove si proiettano diapositive.